# 布羅德尼齊亞 (扎里奇涅區)
51°45′55″N 26°18′51″E / 51.76528°N 26.31417°E
布羅德尼齊亞（烏克蘭語：Бродниця），是烏克蘭西北部的村莊，隸屬里夫內州的瓦拉什區。該村面積6.47平方公里，海拔高度143米，2001年人口811，人口密度每平方公里125.4人。